# Superstrada H5
La superstrada H5 (hitra cesta H5 - Obalna cesta, "strada veloce H5 - strada costiera") è una superstrada slovena che collega il valico di Rabuiese con Capodistria. Vi è il progetto di allungare il tracciato fino a Dragogna in modo da avvicinarsi al confine con la Croazia.
Rappresenta la più importante arteria del litorale sloveno collegando Capodistria con l'Italia e con l'autostrada per Lubiana. È una strada a quattro corsie, due per senso di marcia, divise da un guard-rail. Non vi è la corsia di emergenza.
Dal 1º luglio 2008 è obbligatorio lungo la superstrada il pedaggio con l'utilizzo, similmente ad Austria, Svizzera, Ungheria, Repubblica Ceca e Slovacchia, di uno speciale bollino (vinjeta). Dal 1º febbraio 2022 è entrata in vigore la vignetta elettronica (e-vignetta).

## Percorso
| H5 OBALNA CESTA |                                                              |        |        |
| Tipologia       | Indicazione                                                  | ↓km↓   | ↑km↑   |
|                 | Autostrada Sistiana-Rabuiese Confine di Stato - Italia       | 0,000  | 7,800  |
|                 | Plavje/Valmarin Plavia Monte d'Oro - Valmarin                | 0,070  | 7,730  |
|                 | Škofije Albaro Vescovà                                       | 2,100  | 5,700  |
|                 | Dekani Villa Decani                                          | 2,800  | 5,000  |
|                 | Srmin Sermino Ljubljana Lubiana                              | 3,700  | 4,100  |
|                 | Luka Koper (in progetto) Porto di Capodistria                | x,x km | x,x km |
|                 | Bertoki Bertocchi                                            | 5,300  | 2,500  |
|                 | Škocjan (in progetto) San Canziano                           | x,x km | x,x km |
|                 | Šalara (in progetto) Sallara                                 | x,x km | x,x km |
|                 | Area di servizio Padna (in progetto) Area di servizio Padena | x,x km | x,x km |
|                 | Padna (in progetto) Padena                                   | x,x km | x,x km |
|                 | Dragonja (in progetto) Dragogna                              | x,x km | x,x km |
|                 | Dragonja Dragogna Confine di Stato - Croazia                 | x,x km | x,x km |